# Eleutherococcus
Eleutherococcus (synoniem: Acanthopanax) is de botanische naam van een geslacht van ongeveer dertig soorten doornige struiken en bomen uit de klimopfamilie (Araliaceae).
Sommige soorten, met name Eleutherococcus senticosus worden gebruikt in de plantgeneeskunde. Enkele soorten worden als sierstruik in tuinen gebruikt.
Enkele soorten zijn:
- Eleutherococcus divaricatus
- Eleutherococcus giraldii
- Eleutherococcus henryi
- Eleutherococcus lasiogyne
- Eleutherococcus leucorrhizus
- Eleutherococcus rehderianus
- Eleutherococcus senticosus (Siberische ginseng[1])
- Eleutherococcus sessiliflorus
- Eleutherococcus setchuensis
- Eleutherococcus sieboldianus
- Eleutherococcus simonii
- Eleutherococcus spinosus
- Eleutherococcus trichodon
- Eleutherococcus trifoliatus
- Eleutherococcus wilsonii